# Luc Nilis
Luc Gilbert Cyrille Nilis (Hasselt, 25 de maio de 1967) é um ex-futebolista e atual treinador de ataque belga que jogava como atacante. Atualmente está no Patro Eisden, da Bélgica

## Carreira
Após jogar na escolinha de futebol do Halveweg Zonhoven, chamou a atenção do Winsterlag, onde chegou em 1980 e se profissionalizou em 1984, aos 17 anos. Disputou 47 jogos e marcou 16 gols em 2 temporadas, antes de assinar com o Anderlecht em 1986, e seria nos Mauves et Blancs onde o atacante despontaria de vez como jogador profissional. Até 1994, Nilis participou de 224 jogos e marcou 127 gols, tendo sido peça importante em quatro títulos do Campeonato Belga e em 3 Copas da Bélgica.
Seu desempenho despertou interesse do PSV Eindhoven, que o contrataria ainda em 1994, juntamente com o então jovem atacante Ronaldo, que disse em entrevista que Nilis havia sido o melhor companheiro de ataque em sua carreira. Porém, em sua passagem pela equipe holandesa, a parceria mais efetiva foi com Ruud van Nistelrooy - na temporada 1998/99, marcaram 55 gols e, na seguinte, balançaram as redes 48 vezes, na melhor fase da carreira do belga, que conquistou 3 títulos (2 Campeonatos Holandeses e uma Copa da Holanda). Em 6 anos de PSV, Nilis marcou 126 gols em 202 partidas.

## Final de carreira
Aos 33 anos e sem contrato com o PSV, Nilis deixa a equipe em 2000 e assina com o Aston Villa em julho, numa transferência sem custos. Chegou a disputar 3 jogos e marcou um gol, contra o Chelsea.
Na quarta partida pelos Villans, em 9 de setembro, o atacante dividiu uma bola com o goleiro Richard Wright, do Ipswich Town, aos 4 minutos de jogo, levando a pior na disputa. O resultado foi devastador: Nilis sofreu dupla fratura em seu joelho esquerdo, chegou a contrair infecção no local da lesão, o que quase lhe causaria uma amputação da perna. Após um período de recuperação, o atacante pensou em retomar a carreira, mas, aconselhado pelos médicos, optou em deixar os gramados, uma vez que não conseguiria voltar a jogar em alto nível e ficaria sujeito a novas lesões.

## Seleção Belga
Depois de jogar nas categorias de base da Seleção Belga, Nilis estreou pela equipe principal em 1988, mas foi preterido por Guy Thys para a Copa de 1990.
Seu primeiro gol foi contra a Zâmbia, em junho de 1994, ano em que foi convocado para sua primeira Copa. Nos Estados Unidos, Nilis jogou 3 partidas, mas não evitou a eliminação dos Diables Rouges frente à Alemanha.
Participou ainda da Copa de 1998 e da Eurocopa de 2000, onde a Bélgica foi eliminada na fase de grupos. Na França, o atacante marcou um gol, contra a Coreia do Sul. Sua última partida pela seleção foi pela Eurocopa de 2000, contra a Turquia. Contrariando sua veia goleadora em clubes, Nilis marcou apenas 10 gols pela Bélgica.

## Titulos Conquistados
Anderlecht
- Jupiler Pro League: 1986–87, 1990–91, 1992–93 e 1993–94
- Copa da Bélgica: 1987–88, 1988–89 e 1993–94

PSV Eindhoven
- Eredivisie: 1996–97 e 1999–00
- Copa dos Países Baixos: 1995–96
- Supercopa dos Países Baixos: 1996

## Conquistas Individuais
- Jogador do ano na Eredivisie (Campeonato Holandês) em 1995
- Melhor Marcador na Eredivisie (Campeonato Holandês) em 1996 e 1997